# 非関税障壁
非関税障壁（ひかんぜいしょうへき）とは、関税以外の方法によって貿易を制限する貿易障壁のことである。または、貿易制限の解除要件を意味する。非関税措置と呼ぶこともある。
具体的には、輸入に対して数量制限・課徴金を課す、輸入時に煩雑な手続きや検査を要求する事。または国内生産に対して助成金などの保護を与える事などによって行われる。
広義には、輸出入に不平等な結果をもたらす、国特有の社会制度や経済構造を含む場合がある。

## 論議
世界恐慌の際、各国は保護主義に傾きブロック経済が形成され、英米仏蘭ほどの規模の勢力圏をもたない日独伊や東欧諸国において侵略志向が台頭して第二次世界大戦発生の原因になった。また経済学の立場からは自由貿易こそが経済成長を最大化する枠組みであり、恐慌時のブロック経済化は恐慌を悪化させたものであるとする見方が主流になる。そのため、第二次世界大戦後は自由貿易が西側世界の建前となる。しかし企業、労働組合、農民などは各国政治家の有力な支持母体であり、そのうち比較優位にない産業の関係者は輸入抑制を求めて政治家に圧力をかけることになる。
なお、自由貿易が盛んになるほど長距離運輸で大量のエネルギー消費を必要とするため、自由貿易を制限すべきであるとする立場もある（→フードマイレージ）。
これらの背景から、環境保護・労働者保護・生産者保護政策などを遂行する上で輸入に対して制限を設ける必要があり、非関税障壁は必要悪であるという主張が生まれた。
- 公衆衛生を守るため、一定の規格を満たさない食品や農産物の輸入を認めない
- 労働者酷使によって価格競争力を得た製品を労働ダンピング商品として排除する（→フェアトレード）
- 宗教的理由（戒律、タブー）によって規範に反する製品を排除する
- 政府調達先を事実上国内企業に限る
- 国内販売製品の一定割合以上の部品に国内生産品（ローカルコンテンツ）の使用を義務付ける
- 自国文化育成のため、テレビ放映や映画上映における輸入コンテンツの割合の制限枠を設ける（→スクリーンクォータ）

などが今まで行われてきており、近年では特に、
- 障害者保護を行わない国家・地域で製造された製品を排除する
- 環境汚染対策を十分に行わない国家・地域で製造された製品を排除する
- 遺伝子工学（いわゆるバイオテクノロジー）的手法を用いた農/畜産物を排除する
- 資源管理国際協定に従わない国家・地域で収穫された水産物（マグロが好例）を排除する

などの例がみられる。
これに対し、自由貿易の立場からは「自国の正当化のために非経済問題を悪用している」などの再反論が行われることが多々あり、多くの事例では当事国同士で紛争となり、さらには貿易摩擦へと発展している。
一般に、非関税障壁の撤廃により消費者は商品の価格低下やコストパフォーマンス向上といったメリットを受ける。一方、食品の製造年月日の表示義務は輸入食品にとって不利な非関税障壁であるとして消費期限のみの表記へと制度変更された事例もあるように、その他の面において消費者がデメリットを被る可能性がある。

## 指摘を受けた事柄

### 日本
- 大規模小売店舗法 - トイザらス日本進出をめぐる議論にて。大店法が2000年に廃止され、大規模小売店舗立地法になった。
- 酒税法 - 似たアルコール度数なのに、日本酒や焼酎よりも、洋酒であるウイスキーやブランデーやワインが高税率である点を指摘され、2008年の法改正で解消された。
- 自動車、オートバイ関連
  - リアフォグランプの不認可 - 規制撤廃
  - ドアミラーの不認可 - 輸入車は1970年代後半に解禁[1][2]、1983年3月に日本車を含めて完全撤廃
  - 扁平タイヤの規制 -  海外からの圧力によって運輸省（現・国土交通省）が許認可を出した歴史があった[3]。
  - 速度警告音の装備義務 - 1986年3月に廃止
  - 大型自動二輪車運転免許証の運転免許試験場（いわゆる「限定解除審査」）以外での取得不可 - 1996年9月に廃止
  - 大型トラックの速度表示灯の装着義務 - 1999年に廃止
  - 普通自動二輪車以上の高速道路2人乗り禁止規定 - 2005年に原則として廃止（首都高速道路の一部路線を除く）。
  - 軽自動車 - TPP参加に当たり、アメリカ車を売りたいアメリカ合衆国連邦政府が非関税障壁であると主張。しかし車両規格と排気量に合致した海外メーカーの軽自動車（例：smart-K、ケータハム・160、CT&T・e-Zoneなど）も存在し、ダイハツの会長は「非関税障壁ではない」と反論している。
  - 普通乗用車（3ナンバー）への高額な自動車税。 - 1989年に改正したが、更なる引き下げを要求されている。
- TRONプロジェクト - BTRONの通商問題を参照。

### ドイツ
- ビール純粋令 - 輸入品・輸出品については規制撤廃